# Commission parlementaire

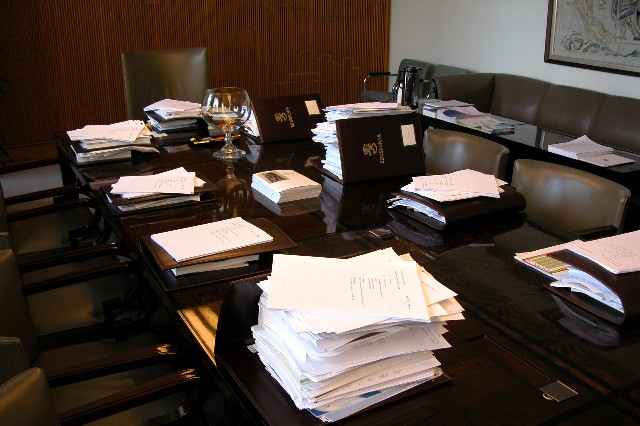
Exemple d’une commission parlementaire, en Finlande

Une commission parlementaire est un groupe constitué d'un certain nombre de députés ou sénateurs chargés d'examiner une question particulière relevant de sa compétence. En France, chaque chambre en est dotée. Elles sont généralement composées d'un certain nombre de parlementaires suivant la nécessité proportionnelle.
Au cours de la délibération législative, elles préparent le débat législatif qui aura lieu en assemblées plénière. Aujourd’hui ce sont des groupes privilégiés au sein des institutions modernes démocratiques, essentiel au fonctionnement quotidien des chambres des parlements, pour l’élaboration des politiques notamment. Elles jouent également un rôle de contrôle de l'activité gouvernementale et de consultation publique sur les différentes questions qui animent la société.
« tout projet ou proposition de loi est envoyé pour examen devant une commission qui en débat. C'est le texte adopté par la commission qui est ensuite discuté en séance publique. Une fois la loi adoptée, les commissions ont une fonction d'évaluation de son application qui permet d'assurer l’information des parlementaires et leur permettre d’exercer leur contrôle sur la politique du gouvernement ».
Les commissions peuvent être également appelées comités ou conseils.

## Théorie et système des commissions parlementaires

### Développement des commissions parlementaires
L’histoire a montré que les commissions répondent à un besoin spontané des Assemblées délibérantes en démocratie. L’objectif était de reproduire, au sein de l’organe législatif, le système de l'exécutif. En effet, ce dernier est organisé selon le principe de division efficace du travail, chaque ministère ayant un domaine de prédilection. Le parlement est un organe trop vaste, et surtout trop lourd, pour pouvoir directement trancher les questions qui lui sont soumises si celles-ci n’ont pas d'abord fait l’objet d’un examen.
L’importance actuelle accordée à ces organes internes du Parlement témoigne de l’aboutissement d’une longue évolution au cours de régimes politiques successifs. À l’origine, le nombre de parlementaires était trop élevé pour que les travaux soient réalisés en assemblée plénière. Les chambres législatives ont donc eu recours à des formations plus restreintes qui ont pris le nom de « comités », puis de « commissions ».

### Parlementarisme britannique
Les premières commissions parlementaires seraient apparues à la chambre des communes au Royaume-Uni au XIVe siècle. Cependant, on ne dispose de détails précis relatifs à leur fonctionnement qu'à partir du XVIe siècle. La Chambre en question élisait alors de petites commissions spéciales, chacune étant chargée d'étudier un projet particulier.
Cependant, l'examen préliminaire des projets de loi n'avait pas lieu dans ces commissions, mais au sein de la Chambre elle-même. Le système s’est ensuite étendu aux autres démocraties anglophones, à l’image des États-Unis, où le travail des commissions est essentiel dans le processus d'élaboration d'une loi.

### Système français
L’avènement du parlementarisme anglais a permis l’essor d’une conception nouvelle des commissions parlementaires, propre à la France. En France, les commissions parlementaires sont aussi anciennes que l'institution parlementaire elle-même. On a souvent expliqué les résistances que suscitait la formation de ces commissions par la toute-puissance des comités de la Convention, véritables détenteurs du pouvoir, et par les risques qu'ils avaient fait courir à la démocratie. Comme le relève Eugène Pierre, « de 1792 à 1795, les comités de la Convention ont été les véritables dépositaires du pouvoir exécutif ».
Par réaction aux excès de la Convention, la Deuxième République finira par interdire les commissions par crainte de les voir acquérir un trop grand pouvoir. Il faut donc attendre le 17 novembre 1902, soit la Troisième République, pour qu'une résolution de la Chambre des députés adopte un système de commissions permanentes.
Enfin, inspirée par la volonté de mettre en place un « parlementarisme rationalisé », la Cinquième République a cherché à réaliser un équilibre. Elle donne aux commissions parlementaires une définition plus contemporaine qui apparaît alors comme une synthèse des conceptions précédentes, et qui traduit la réalité du travail législatif sous la Ve République. Plusieurs articles de la Constitution d’octobre 1958 et particulièrement l’article 43, consacré aux commissions à fonction législative, témoignent de ce changement. Cet article prévoit en substance le recours de principe à des commissions spéciales créées ad hoc en vue de l'examen préparatoire des textes législatifs, ainsi qu'une limitation à huit par assemblée du nombre de commissions permanentes.

### Avènement des commissions parlementaires
Par la suite, les régimes français et anglais de commissions ont eu une influence dans le monde entier . Globalement, l’instauration d’un système de commissions parlementaires est une tendance des années 1970 en Europe. Cependant, le rôle confié aux commissions parlementaires est extrêmement variable selon les régimes . Certaines démocraties européennes ont accordé aux commissions parlementaires un pouvoir législatif intégral qui va jusqu’à l’adoption des textes. À l’inverse, d’autres régimes ont préféré renforcer le contrôle parlementaire par l’intermédiaire des commissions . Selon M.L.Mezey, la division efficace du travail législatif dépendait de l’ancrage du système législatif dans l’État. Il est dans ce sens logique de voir les premiers exemples de commissions parlementaire en Royaume-Uni. Les commissions sont généralement institutionnalisées et bénéficient de locaux, ainsi que d’une routine (un directeur, un secrétaire…).
Aujourd’hui, on peut dire que globalement il existe trois systèmes en Europe: les commissions ad hoc telles qu’au Royaume-Uni et en Irlande, les commissions spécialisée pour un sujet (Finlande, Islande, Norvège, Suède, Suisse) et les commissions spécialisées avec plusieurs fonctions (en France par exemple).

## Intérêt des commissions parlementaires
L’organisation législative se réfère à la manière dont l’État distribue les ressources et les affectations parlementaires à des législateurs ou groupes de législateurs. Dans le cadre du processus d'élaboration d'une loi en démocratie, la commission parlementaire permet l’agrégation des préférences.
En réalité, l’existence et l’organisation des commissions parlementaires sont rarement notifiées dans la constitution, des pays européens du moins, cependant elles existent presque invariablement. Globalement le système de commission parlementaire repose, entre autres, sur le principe, et l’impératif de spécialisation. Il est rare, en Europe en tout cas, qu’un parlementaire fasse partie de plus d’une, ou deux, commissions parlementaires. En France par exemple, il est impossible d’avoir plus d’un siège en commission, cependant même dans les systèmes où cela serait théoriquement possible, c’est très rare. Évidemment, le moment auquel la commission se saisit du texte est très important, de même que le pouvoir qui lui est accordé par les textes constitutionnels sont deux éléments qui influeront sur le poids des commissions dans l’élaboration des textes de lois.
Selon G. Smith, avoir un grand nombre de petits groupes législatifs, soit de commissions parlementaires, permet d’assurer une certaine autonomie de la fonction législative par rapport à la fonction exécutif. Soit d’assurer l’autonomie par rapport au gouvernement. En Europe, la plupart des régimes organisent environ une dizaine de commissions permanentes. La Seconde Chambre parlementaire du Danemark notamment présentait en 1990, 34 commissions permanentes, ce qui permet d’atteindre un haut degré de spécialisation.

### Efficacité
Elles répondraient à plusieurs exigences. L’efficacité tout d’abord, plus il y a de commissions parlementaires, plus le parlement pourra traiter un grand nombre de sujets de manière appliquée, en effet les membres des commissions sont majoritairement choisis pour leur familiarité avec le domaine. Elles sont également un moyen de surmonter le « chaos législatif », le parlement recevant un nombre significatif de textes, les commissions permettent de les étudier et de les digérer avant que ceux-ci ne soient proposés à la ratification en séance plénière.
Selon Benjamin Morel, la promotion des travaux réalisés en commissions parlementaires par le biais, notamment, de la télédiffusion de leurs débats peut dès lors constituer un instrument de leur autonomie, et donc de leur efficacité.

### Expertise
Dans la plupart des pays européens, lorsqu’un élu est nommé à une commission, il gardera son siège longtemps, suivant les aléas de la vie politique évidemment. La conservation du siège en commission permet à ses membres de se familiariser avec son mode de fonctionnement, de développer une expertise ainsi qu’un réseau. D’ailleurs, de manière générale, lorsqu’il faudra choisir, ou élire, le président de la commission, l’ancienneté comptera de manière significative. L’expertise générale de la commission lui confère sa légitimité une fois devant le parlement en séance plénière.
De plus, un congrès d’experts rend les conditions plus favorables pour un éventuel accord, en effet sur des questions pratiques et avec une orientation pragmatique, il est plus facile d’envisager un dépassement des antagonistes.

## Capacités des commissions parlementaires
Selon les systèmes concernés, les commissions n’ont pas toutes la même importance, ou position dans la procédure d’élaboration de la loi. De manière générale, le pouvoir des commissions parlementaires dépend de leur capacité à contrôler leur agenda, de leur autonomie par rapport à l’exécutif certes, mais également par rapport au Parlement en général. Par exemple, les commissions parlementaires autrichiennes peuvent être à l’initiative d’une loi, ce qui leur donne un poids considérable. Cependant, la plupart du temps, la commission a une capacité de réécriture du texte ; si telle capacité n’existe pas, alors en réalité l’organe législatif lui-même dans sa globalité se voit affaibli par rapport à l’exécutif. Les interférences du gouvernement dans les séances en commissions sont également à prendre en considération. Au Royaume-Uni ou en Grèce par exemple, la commission n’a pas le pouvoir d’adopter un amendement si le ministre chargé du texte ne l’a pas accepté au préalable.
Le pouvoir de la commission dépend également de ce que le texte constitutionnel lui accorde sur la question de la récolte d’information. Dans la plupart des cas, la commission organise des audiences avec des ministres ou des groupes d’intérêt dans le cadre de l’examen du texte. Les commissions autrichiennes par exemple peuvent imposer à n’importe quel citoyen de témoigner en séance.
Du fait de leur réputation de groupes spécialisés, les commissions sont considérées globalement en Europe comme légitimes pour contrôler l’action du gouvernement, qui plus est dans leur domaine d’expertise.

## Modèles explicatifs des commissions parlementaires
Globalement, les commissions parlementaires sont considérées comme des instances de délibération dans un cadre plus restreint facilitant les contacts entre groupes politiques et relevant d’une compétence particulière sur certaines questions. Ces modèles sont majoritairement développé aux États-Unis, où les commissions ont une importance significative.
Ces théories ont d’ailleurs inspiré la construction du Parlement Européen. Ne présentant pas de majorité visible, le parlementarisme est essentiellement basé sur la discussion. Il existe donc trois principaux modèles théoriques afin d'analyser les commissions parlementaires: le modèle informationnel, le modèle distributif et enfin le modèle partisan.

### Modèle informationnel
Selon ce modèle, les commissions parlementaires ont pour vocation d’être au service de la séance plénière. Dans ce sens, les commissions existent car s’étant inspirée de l’organisation gouvernemental en ministère spécialisé, elles peuvent renforcer le pouvoir et les compétences du législatif, sans compter que les parlementaires envoyés sont reconnus pour leur expertise dans le domaine concerné (Relations Internationales, Santé, Éducation…). La philosophie de ce modèle est de réduire le déséquilibre entre pouvoir exécutif et pouvoir législatif étant donné que le premier a un nombre de fonctionnaires plus important ainsi que des ministères spécialisés dans chaque domaine tandis que les parlementaires sont censés avoir un avis sur tout, ce qui les rend moins spécialisés et potentiellement moins compétents. Spécialiser le travail des parlementaires palliera donc à ce manque et cette spécialisation au service de la plénière permet théoriquement de prendre de meilleures décisions.

### Modèle distributif
Contrairement au modèle informationnel, le modèle distributif est fondé sur le présupposé que les commissions sont au service d’intérêts extérieurs au Parlement et non plus de l'Assemblée plénière. Ainsi, selon l’approche distributive, les députés rejoignent une commission dont les champs de compétence recouvrent les intérêts des électeurs, leur objectif étant leur réélection . Le choix des députés repose également sur leurs compétences et préférences personnelles.
Cette théorie dépeint les commissions comme des entités indépendantes du Parlement, capables de faire leurs propres choix et de contrôler les politiques relatives à leur domaine de compétence. Ainsi, chaque commission parlementaire développe sa propre culture de commission et défend sa propre vision de la priorité parlementaire et de la législation. Par conséquent, les exigences politiques dans les commissions sont relativement homogènes , les mêmes intérêts étant partagés entre les membres, étant donné qu’elles sont amenées à défendre leurs intérêts, contre les autres commissions. Cela peut faire émerger des frictions et des oppositions entre les commissions parlementaires, certaines d'entre elles ayant des préférences et objectifs opposés pour un même sujet.
Cependant, cette perspective de réélection empêche une totale liberté des membres des commissions parlementaires. En effet, cela implique la présence de pressions extérieures provenant par exemple, des agents de leur circonscription ou des groupes d’intérêts, cette notion de pressions extérieures qui est par ailleurs un des éléments centraux du modèle distributif.

### Modèle partisan
Selon la logique partisane, les groupes politiques tenteraient de tirer parti des commissions parlementaires. Ce modèle théorise donc que les commissions sont composées selon des logiques partisanes qui reflètent la composition de l'Assemblée plénière et qu'on y trouve par conséquent une forme de proportionnalité par rapport à la composition de la plénière. Les partis s'emploieraient donc à instrumentaliser les commissions parlementaires à leurs fins afin d'obtenir des avantages lors des séances plénières.

## Développements récents
Le système des commissions parlementaires en démocratie semble globalement être un succès. Permettant souvent, au-delà de la diversité d’orientation politique, émergence de coalition entre les groupes parlementaire.

### Question de la transparence des commissions parlementaires
La question peut se poser de savoir si le travail en commission doit être public ou non. En effet, si les rendre publics est certainement bénéfique pour la transparence et pour la diffusion d’information, c’est également un moyen pour les chefs de groupes parlementaires pour surveiller leurs collègues. De plus, les séances en commissions publiques seront certainement vues comme un moyen de communication politique pour les élus, en ce sens les accords en commission deviendront plus difficiles à obtenir. En Irlande, les séances en commissions sont ouvertes au public, à l’inverse elles sont fermées en Norvège.

## Les commissions parlementaires dans le monde

### États-Unis
Aux États-Unis, les commissions parlementaires sont nommées congressional committee. Les commissions sénatoriales du Sénat des États-Unis portent le nom de Senate committee et celles à la Chambre des représentants des États-Unis celui de House committee.

### Europe

#### Allemagne
« 
En 1848, il y avait un comité des années 1950 pour le sous-parlement de Francfort, qui a comblé le temps jusqu'à la réunion de l'Assemblée nationale de Francfort. Dans la même année a également rejoint le dix-sept comité du Bundestag dans la Confédération allemande pour rédiger un projet de constitution après la révolution de mars. De même, le comité constitutionnel de l'Assemblée nationale de Francfort a travaillé sur un projet de constitution en 1848/49. Il y avait aussi des comités au Reichstag de l'Empire allemand et à la République de Weimar. Dans la République fédérale d'Allemagne actuelle, il existe des commissions parlementaires dans les parlements nationaux et des commissions du Bundestag allemand (voir également la commission principale). D'un autre côté, les comités des assemblées municipales ne sont pas des comités parlementaires.
 »
— Article allemand

#### Belgique
En Belgique, il existe des commissions permanentes (commission de la justice, commission des affaires sociales, commission des relations extérieures et de la défense...) et des commissions temporaires créées pour répondre à un objectif précis (examens de propositions de loi, propositions de résolution, propositions visant à créer une commission d'enquête, propositions de révision de la Constitution) et préparent les travaux de la séance plénière. Sont composées d'un nombre limité de parlementaires désignés en respectant la proportion entre les différents groupes politiques. Les commissions participent également au contrôle politique : elles entendent les interpellations et les réponses aux questions posées par les parlementaires.

#### Espagne
Les commissions parlementaires espagnoles comportent 7 types différents : les commissions permanentes législatives, les commissions permanentes non-législatives, les commissions non-permanentes, les commissions mixtes, les commissions conjointes, les commissions spéciales et les commissions d'enquêtes.

#### France

##### Quatrième République
Sous la Quatrième République, 19 commissions générales sont instituées annuellement dans chacune des chambres, à la représentation proportionnelle des groupes politiques. À l’Assemblée nationale, elles se constituent de 44 membres tandis qu’elles n’en réunissent que 30 au Conseil de la République.

##### Cinquième République
Les commissions parlementaires ont pour fonctions principales de préparer le débat parlementaire. Elles exercent aussi une forme de contrôle sur l'action gouvernementale.
La Constitution de 1958 qui institue la Ve République est marquée par la volonté du législateur de rationaliser le parlementarisme, considéré comme responsable de l'instabilité des Troisième et Quatrième Républiques. Le travail législatif est dès lors strictement encadré par la Constitution française. Afin de limiter leur rôle et leur influence, les commissions parlementaire permanentes sont limitées au nombre de six alors que la Quatrième République n'en dénombrait pas moins de dix-huit. Le constituant de 1958 a donc cherché à réduire l'influence du Parlement et de ses commissions, ces dernières étant trop nombreuses et trop spécialisées selon Michel Debré, ce qui poussait donc les commissions à « déborder leur mission, à se substituer aux assemblées de et à empiéter sur les prérogatives des ministres ». Il s'agissait donc d'empêcher ces nombreuses commissions permanentes de devenir un contre-pouvoir d'étouffer l'activité ministérielle et de retrouver une stabilité gouvernementale perdue sous la Quatrième République.
Un autre signe de la subordination du Parlement au gouvernement est celui de l'encadrement strict du travail des commissions. Lorsque saisie d'un projet de loi, soit un texte d'origine gouvernementale, la commission ne pouvait pas modifier le texte gouvernemental ou lui en substituer un autre, amendé : sa compétence se limitait à proposer une série s'amendements en annexes de son rapport. Ces amendements étaient débattus en séance plénière au même titre que les amendements de l'opposition. De cette façon, le débat en assemblée ne s'ouvrait plus sur le texte de la commission, mais sur celui du projet gouvernemental. Le rôle des commissions était alors minimisé.
Toujours pour limiter l'influence des commissions, l'article 43 de la Constitution prévoyait que la saisine d'une commission spéciale soit la règle et le recours à une commission permanente plus qu'une exception. Toutefois, dans la pratique cette règle complexifie le travail législatif.
La Constitution de 1958 a donc totalement inversé le rapport de force entre gouvernement et Parlement, en particulier les commissions parlementaires. Cet inversement brutal a créé des excès de la mainmise du gouvernement qu'il a donc fallu corriger, afin de retrouver un équilibre des pouvoirs. C'est dans ce but qu'a été menée la révision constitutionnelle de 2008 qui a renforcé le rôle des commissions. Désormais, les textes débattus en séance publique sont ceux issus du travail des commissions. La révision consacre aussi la pratique, en instituant le recours aux commissions permanentes comme étant la règle et le renvoi à une commission spéciale comme étant l'exception (article 43). Cela rompt avec le système britannique, jusqu'alors pris pour exemple dans son recours systématique à des commissions spécialisées temporaires. Enfin, le nombre maximale de commissions permanentes est augmenté à huit.
On distingue trois catégories de commissions : les commissions permanentes ; les commissions spéciales ; et les commissions d'enquête.

###### Commissions permanentes
Depuis la révision constitutionnelle de 2008, le nombre maximum de commissions permanentes est de huit.
Chaque commission est dirigée par un président lui-même assisté de quatre vice-présidents et de quatre secrétaires. Elles sont composés de députés désignés à la proportionnelle des groupes parlementaires. Chaque commission rassemble ⅛ des membres de son assemblée et reflète proportionnellement le poids des groupes politique. Un député ne peut pas faire partie de plusieurs commissions permanentes.
Les commissions permanentes sont dites permanentes car leur composition n'évolue pas ou peu au cours de la législature. Les commissions sont formées en début de législature puis révisée à chaque début de session ordinaire.
Chaque commission est compétente dans un domaine défini dans les textes (par exemple les affaires sociales, la défense nationale, etc.).
Sauf création d'une commission spéciale, les projets et propositions de loi leur sont renvoyés. Les commissions parlementaires discutent et travaillent les textes qui seront ensuite discutés en séance publique.
Le nom et les compétences des commissions permanentes de l'Assemblée nationale sont inscrits à l'article 36 du règlement de l'Assemblée nationale. Les huit commissions sont :
- la commission des Affaires culturelles et de l'Éducation ;
- la commission des Affaires économiques ;
- la commission des Affaires étrangères ;
- la commission des Affaires sociales ;
- la commission de la Défense nationale et des Forces armées ;
- la commission du Développement durable et de l'Aménagement du territoire ;
- la commission des Finances ;
- la commission des Lois[40].

Le nom et les compétences des commissions permanentes au Sénat sont inscrits au chapitre III du règlement. Les sept commissions sont :
- la commission des Affaires économiques ;
- la commission des Affaires étrangères, de la Défense et des Forces armées ;
- la commission des Affaires sociales ;
- la commission de la Culture, de l'Éducation et de la Communication ;
- la commission du Développement durable, des Infrastructures, de l'Équipement et de l'Aménagement du territoire ;
- la commission des Finances ;
- la commission des Lois constitutionnelles, de législation, du suffrage universel, du Règlement et d'administration générale[41].

###### Commission des affaires européennes
La commission des Affaires européennes est une commission au sein de chacune des chambres parlementaires, chargée des affaires européennes et instaurée par la révision constitutionnelle de 2008, qui a notamment modifié l'article 88-4 de la constitution.

###### Commissions spéciales
Le gouvernement, le président d’une commission permanente, le président d’un groupe parlementaire ou une quinzaine de députés au moins peuvent demander la constitution d’une commission parlementaire spéciale pour l’étude d’un projet ou d’une proposition de loi.
Une commission spéciale est composée de 70 membres à l’Assemblée nationale et 34 membres au Sénat. Leur désignation se fait à la proportionnelle des groupes parlementaires et il ne peut y avoir plus d’un certain nombre de députés appartenant à une même commission permanente.

###### Commissions mixtes paritaires
Les commissions mixtes paritaires (CMP) sont constituées, à l'initiative du gouvernement ou celle des présidents des deux assemblées conjointement dans le but de concilier le point de vue de l'Assemblée nationale et du Sénat sur un texte de loi en cours de navette. Lorsque l’Assemblée nationale et le Sénat ne parviennent pas à s’accorder sur un texte de loi, la navette parlementaire peut être interrompue afin de réunir une commission mixte paritaire (CMP). Celle-ci est composée de 7 Députés et de 7 Sénateurs. La CMP a pour objectif de concilier les points des deux assemblées dans un seul et même texte. Si elle parvient à rédiger un texte de compromis, celui-ci est soumis au vote devant chaque assemblée ,.
La CMP est régie par l’article 45 de la Constitution et par les règlements des deux assemblées.

### Suisse
Les commissions de l'Assemblée fédérale suisse sont des commissions parlementaires chargées par l'Assemblée fédérale de procéder à l’examen préalable des objets qui leur sont attribués. Elles travaillent en étroite collaboration avec le Conseil fédéral.

### Union européenne
Le Parlement européen a vingt commissions parlementaires et deux sous-commissions.